# Anton Friedrich Justus Thibaut
Anton Friedrich Justus Thibaut, né le 4 janvier 1772 à Hamelin ; mort le 28 mars 1840 à Heidelberg, est un juriste allemand et historien du droit, qui a contribué également à la redécouverte de la musique ancienne.

## Biographie
D’origine huguenote, après ses études à Göttingen, Kiel et Université de Königsberg et une brève activité à Iéna il devient en 1805 professeur de droit romain à l'université de Heidelberg.

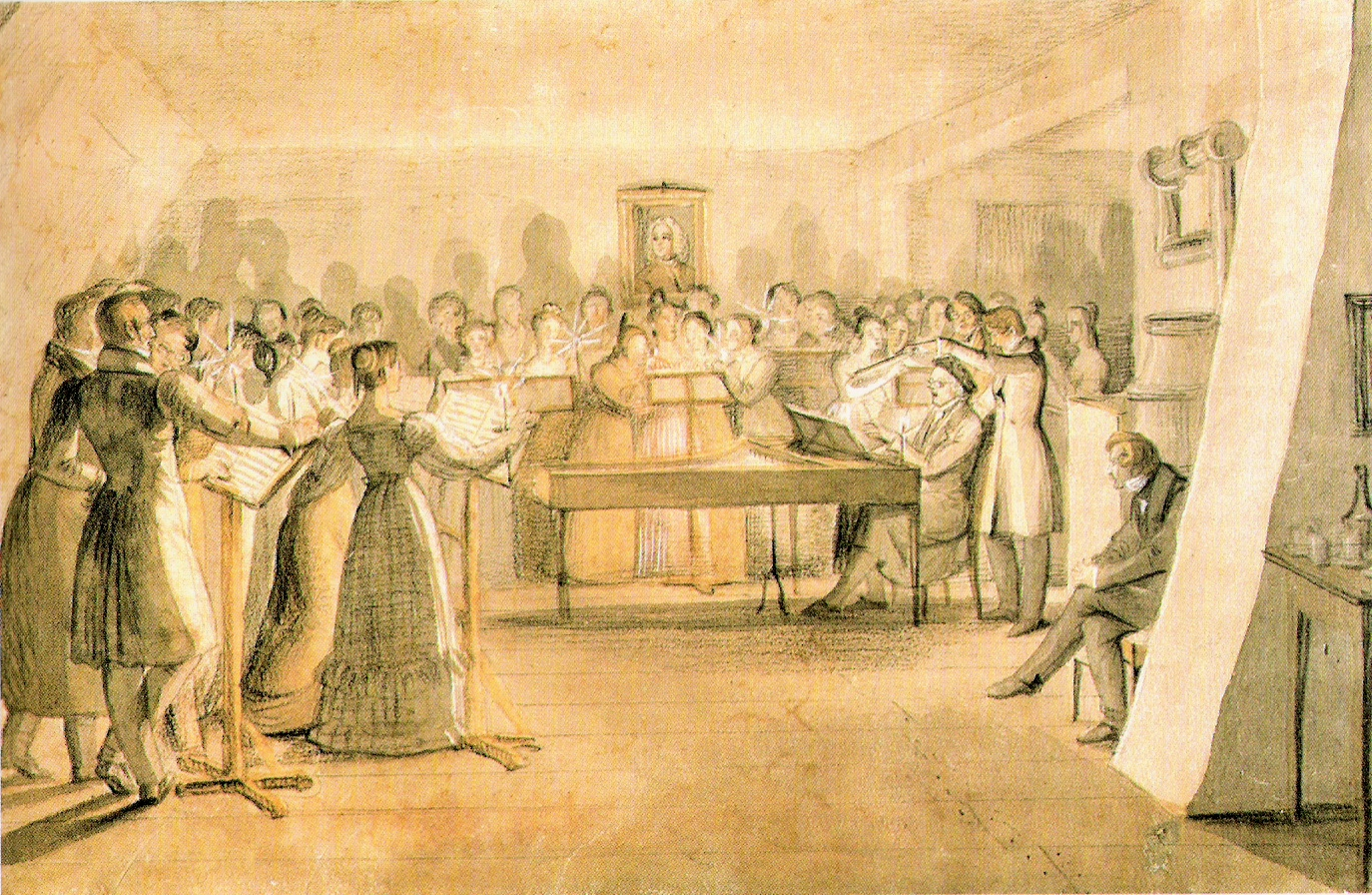
Soirée de chant choral dans la maison de Thibaut

Il fait des pandectes l'objet principal de son activité et cherche à les développer en un système juridique. Il s'oppose à Savigny sur la question de savoir s'il faut donner un code civil à l'Allemagne. Il est favorable à la création d'un tel code contrairement à Savigny qui développe une critique sévère de la codification.
Dans son ouvrage de 1824, Über Reinheit der Tonkunst (Sur la pureté dans la musique), il s'oppose aux conceptions musicales dominantes de son époque. Il propose un retour à des compositeurs "classiques" alors oubliés comme Giovanni Pierluigi da Palestrina, Tomás Luis de Victoria ou Orlando di Lasso.
Plusieurs musiciens contemporains comme Robert Schumann ou Felix Mendelssohn ont été influencés par les idées et par les concerts de chant choral a cappella que Thibaut organisait dans sa maison. Mendelssohn a ainsi pris la décision de donner à nouveau en concert la Passion selon saint Matthieu de Johann Sebastian Bach.
Thibaut a également influencé la philosophie de la musique de Georg Wilhelm Friedrich Hegel.
Léopold Auguste Warnkoenig, professeur à l'université d'État de Louvain, est l'un de ses élèves.

## Œuvres
- System des Pandektenrechts, t. I, Jena, bey Johann Michael Mauke, 1803
- Über die Notwendigkeit eines allgemeinen bürgerlichen Rechts für Deutschland, Heidelberg, bey Mohr und Zimmer, 1814
- Über Reinheit der Tonkunst, Heidelberg, im Verlag von J. C. B. Mohr, 1824 [lire en ligne]